# Luigi Ferrando (Geistlicher)
Luigi Ferrando (* 22. Januar 1941 in Agazzano, Provinz Piacenza, Italien) ist ein römisch-katholischer Geistlicher und emeritierter Bischof von Bragança do Pará in Brasilien.
Luigi Ferrando empfing am 1. Mai 1965 die Priesterweihe für das Bistum Piacenza.
Papst Johannes Paul II. ernannt ihn 1996 zum Bischof von Bragança do Pará. Die Bischofsweihe spendete ihm am 5. Mai 1996 der emeritierte Erzbischof von Ravenna-Cervia, Ersilio Kardinal Tonini. Mitkonsekratoren waren der Bischof von Piacenza-Bobbio, Luciano Monari, und dessen Vorgänger Antonio Mazza.
Papst Franziskus nahm am 17. August 2016 seinen altersbedingten Rücktritt an.